# 1920-as magyar férfi vízilabda-bajnokság (első osztály)
Az 1920-as magyar férfi vízilabda-bajnokság a tizennegyedik magyar vízilabda-bajnokság volt. A bajnokságban négy csapat indult el, a csapatok egy kört játszottak.

## Tabella
| #  | Csapat          | M | Gy | D | V | G+ | G- | P |
| -- | --------------- | - | -- | - | - | -- | -- | - |
| 1. | Ferencvárosi TC | 3 | 3  | 0 | 0 | 10 | 2  | 6 |
| 2. | III. ker. TVE   | 3 | 2  | 0 | 1 | 7  | 4  | 4 |
| 3. | MAFC            | 3 | 1  | 0 | 2 | 6  | 7  | 2 |
| 4. | Nemzeti SC      | 3 | 0  | 0 | 3 | 0  | 10 | 0 |

* M: Mérkőzés Gy: Győzelem D: Döntetlen V: Vereség G+: Dobott gól G-: Kapott gól P: Pont